# Браян Шоу
Браян Шоу (англ. Brian Shaw, нар. 26 лютого 1982, Форт Люптон, штат Колорадо) — професійний американський стронгмен, переможець турніру Найсильніша людина світу у 2011, 2013 і 2015 роках.

## Кар'єра ло́муса
Свою кар'єру почав у жовтні 2005 року з перемоги у змаганні Найсильніша Людина Денвера в статусі любителя. Всього кілька місяців по тому, у 2006 році він приєднався до професіоналів.
У 2009 виступив на Фортіссімус в Канаді і зайняв третє місце. При цьому став єдиною людиною, яка підняла 6 Атлас-каменів, вагою від 300 до 425 фунтів. Згодом відправився до Румунії на змагання «Світові змагання серед ло́мусів. Супер серії» (англ. World Strongman Super Series). У вересні відправився на змагання ло́мусів у Валетту. Саме там і почалося його суперництво з Жидрунасом Савіцкасом.
У 2010 в Сан-Сіті, Південна Африка, у вересні 2010 року він кваліфікувався у фінал і знову зустрівся з Жидрунасом Савіцкасом. Савіцкас мав вищі показники (3 перших місця з 6 заходів), ніж Шоу (2 перших місця з 6 заходів) і завоював титул 2010 року.
В жовтні 2010-го Шоу знову зустрічається зі Ставіцкасом у шоу «Ганти. Наживо у Стамбулі» і посідає друге місце після литовця.
В 2011 виграв Йон Палл Сігмарссон Класік.
В тому ж 2011 він зустрічається зі Ставіцкасом вже на доволі серйозному турнірі — «Найсильніша Людина Світу». Шоу обходить Ставіцкаса за показниками і займає 1-ше місце. Свій успіх він повторив у 2013 та 2015.

## Особисті рекорди
- Присідання — 384 кг
- Жим лежачи — 268 кг
- Станова тяга (Пауерліфтинг) - 420 кг без лямок
- Станова тяга (Стронґмен) - 468 кг з лямками
- Станова тяга з колесами від авто - 527 кг з лямками